# 卡齐米日·索森科夫斯基
卡齐米日·索斯科夫斯基，OBE（波蘭語：[kaˈʑimjɛʂ sɔsŋˈkɔfskʲi]，1885年11月19日—1969年10月11日），是波兰将军、外交官和建筑师。他是战间期波兰重要的政治人物和出色的指挥官，他以其在苏波战争和二战期间的军事贡献而著称。1943年7月8日，波兰流亡政府总理瓦迪斯瓦夫·西科尔斯基将军去世后，索斯科夫斯基成为波兰军队总检阅官继续指挥波兰军队与德国作战。索斯科夫斯基是一名建筑学家，他还会说拉丁语、希腊语、英语、法语、德语、意大利语和俄语等多种语言。